# تیستد
تیستد (به لاتین: Thisted) یک منطقهٔ مسکونی در دانمارک است که در Thisted Municipality واقع شده‌است. تیستد ۸٫۲۹ کیلومتر مربع مساحت و ۱۳٬۵۳۶ نفر جمعیت دارد.

## خواهرخوانده
شهر بایا خواهرخواندهٔ تیستد هست.